# 1-е авианосное соединение (Япония)
1-е авианосное соединение (第一航空艦隊, Daiichi Kōkū Kantai),  также известно как Kidō Butai 機動部隊 (с яп. — «Мобильные силы») —   главная ударная авианосная группа японского ВМФ времен Второй мировой войны. Действовало в течение первых восьми месяцев Тихоокеанской войны. Самые известные операции — нападения на Перл-Харбор (7 декабря 1941) и сражение у атолла Мидуэй (4—7 июня 1942)
| Авианосцы Kidō Butai на 1941 год |  |
| 1-я дивизия авианосцев           |  |
| -------------------------------- |  |
| Акаги                            |  |
| Кага                             |  |
| 2-я дивизия авианосцев           |  |
| Сорю                             |  |
| Хирю                             |  |
| 3-я дивизия авианосцев           |  |
| Дзуйхо                           |  |
| Хосё                             |  |
| 4-я дивизия авианосцев           |  |
| Рюдзё                            |  |
| Тайё                             |  |
| 5-я дивизия авианосцев           |  |
| Сёкаку                           |  |
| Дзуйкаку                         |  |